# Szibériai tundra rénszarvas
A szibériai tundra rénszarvas (Rangifer tarandus sibiricus) az emlősök (Mammalia) osztályának párosujjú patások (Artiodactyla) rendjébe, ezen belül a szarvasfélék (Cervidae) családjába tartozó rénszarvas (Rangifer tarandus) egyik eurázsiai alfaja.
Egyes rendszerező szerint, azonos a vad rénszarvassal (Rangifer tarandus tarandus).

## Előfordulása
A szibériai tundra rénszarvas előfordulási területe amint neve is mutatja, Szibériában van; annak is az északi tundrás részén, mely Lénától keltre a csukcsföldi Anadirig terül el. A Jeges-tenger mosta partokon is fellelhető.
A Természetvédelmi Világszövetség (IUCN) 2015-ös adatai szerint, ebből az alfajból - az összes állományát együttvéve - körülbelül 1 435 000 példány létezett. Évente körülbelül 9000 12 000 egyede vadászható.
Vándorló életmódot folytat.